# シティリンク (商業施設)
CITYLINK（シティリンク）は、台湾の複合商業施設。現在台北市内で数店舗が開業している。
台湾鉄路管理局の台北市内地下化事業に伴い地下駅となった松山駅と南港駅の地上駅跡地開発権を取得した潤泰企業グループの潤泰創新國際公司傘下の2社によって運営されているほか、台北捷運の駅ビルにも事業範囲を拡大している。

## 沿革
- 2012年12月18日 - 潤泰松山車站ビル（中国語版）1階に松山駅店のフードコート先行開業[2]。
- 2013年
  - 5月31日 - 松山店が全面開業[3]
  - 12月24日 - 南港店開発事業で事業主体となる潤泰旭展公司の株式20億台湾ドルのうち10%を9億台湾ドルで三菱地所の英国子会社MECグローバル・インベストメントが取得[4][5]
- 2014年
  - 11月27日 - 三菱地所がMECGIを通じて旭展の株式10%を買い増し、保有株式は20%に[6]。
  - 12月19日 - 潤泰南港車站ビル（中国語版）に南港駅店が開業[1]。
- 2018年
  - 3月29日 - 台北捷運文湖線内湖駅の再開発ビルに内湖店開業[7]。

## 店舗

### 松山店
駅ビルの1-3Fに店舗を展開、上層階はオフィスとホテル（AMBAホテル：台北松山意舍酒店 amba Taipei Songshan）が入居。日本のTSUTAYA書店が2017年に進出予定。

### 南港店
駅と直結したA棟、B棟は高層商業ビルの1-3Fまでを、単独で入居するC1、C2棟は1-14F全てが当店で、それぞれの棟は3Fまでは各階の連絡通路で繋がっている。
ホテル、オフィスビル、商業ゾーンがそれぞれ52,000平方メートルの面積がある。2016年7月1日には台湾高速鉄道も南港駅まで延伸開業、台湾鉄路管理局も同年に南港駅を一等駅に昇格、優等列車の停車本数を拡大している。またC棟に国道客運のバスターミナルも2017年春に開業し、桃園国際空港からの直通バスなどが発着するようになった。
- 喜楽時代影城（中国語版）（シネマ・コンプレックス）
- コートヤード・バイ・マリオット（中国語: 萬怡酒店、マリオット・インターナショナルグループ）
- 国道客運南港転運站西站（中国語版）

### 内湖店
捷運駅出口と直結した台北市政府捷運工程局との共同再開発ビル「潤泰京采」の1-2Fを店舗が占める。
- TSUTAYA BOOK STORE
- Gogoro
- WIRED CHAYA
- QBハウス
- トモズ

など。

### 将来
上記以外に新北市三重区の捷運三重駅に三重店の出店計画がある。